# Іпполіт фон Ботмер
Іпполіт фон Ботмер (нім. Hippolyt Victor Alexander Graf von Bothmer; 1 липня 1812, Дрезден — 5 червня 1891, Нюрнберг) — німецький і британський офіцер та дипломат, гауптман Баварської армії.

## Біографія
Іпполіт фон Ботмер походив із баварської гілки дворянського роду  Ботмерів. Він був сином Карла фон Ботмера (1770–1845), колишнього посла Вюртемберга при баварському дворі і спадкового власника маєтку Мерінг, та його першої дружини Антуанетти, уродженої баронеси фон Ганштайн (1782–1826). П'ятий власник замку Ботмер, граф Фелікс Готтлоб фон Ботмер (1804–1876) та баварські генерали Фрідріх фон Ботмер (1805–1886) і Максиміліан фон Ботмер (1816–1878) були його братами. Його батько отримав баварське підданство в 1817 році і одночасно був «визнаний Його Величністю для себе і своїх нащадків 8 грудня цього року в графстві, придбаному його предком Фрідріхом Йоганном у імператора Карла VI 4 листопада 1713, cum privilegio usus, et de non usu».З того часу він та його сини використали титул графа.
З 1827 року Ботмер проходив військову підготовку в Баварському кадетському корпусі і вступив до 13-го піхотного полку Баварської армії як фенріх в 1831 році. Отримавши звання другого лейтенанта, він був переведений в 1-й піхотний полк в 1832 році, дослужившись до звання гауптмана і вийшовши у відставку в 1848 році.
Він переїхав до Лондона, вступив до Німецького легіону (Кримська війна) у званні майора і був натуралізований як підданий Великобританії 31 грудня 1856 року. Після перебування в Англії та Франції він повернувся до Німеччини у 1865 році.
З 1868 року він займався дипломатичною діяльністю, спочатку для Північнонімецького союзу, потім — для Німецької імперії. Спочатку він служив консулом Союзу в Трапезунді з 1 червня 1868 року. У відпустці з початку 1869 року, він був призначений в адміністрацію окупованих територій Франції в префектурі Лан під час Французько-прусської війни. Він повернувся до Трапезунду у вересні 1871 року. З кінця листопада 1872 року він представляв Німецьку імперію як консул у Сараєво. 15 квітня 1876 року він був переведений до Марселя як консул і прийняв там справи 1 липня. Перебуваючи у відпустці з 13 грудня 1880 року, він був відправлений у відставку 26 січня 1881.

## Сім'я
Ботмер був одружений тричі, вперше в 1845 році з Генрієттою фон Гартманн (1825–1878), дочкою генерала піхоти Якоба фон Гартманна. Цей шлюб закінчився розлученням, і Ботмер 24 травня 1856 одружився в Лондоні з Мері «Мінні» Янг (1833–1901), яка стала досить відомою як письменниця Мері Графіня Ботмер.Цей шлюб також закінчився розлученням у 1870 році; його третій шлюб був із Анною Дюпке в 1887 році. Цей останній шлюб також закінчився розлученням у 1889 році. У першому шлюбі народилася дочка Кароліна (1845); у другому — син Альфред Фелікс (1859–1934), пізніше восьмий власник замку Ботмер, і дочка Мейбл (1860–1947), яка вийшла заміж за британського священнослужителя преподобного Вільяма Гейла Севіла (1859–1925) з дому графів Мексборо, пастора церкви Святої Марії (Беверлі).

## Нагороди
- Орден Святого Йоанна (Бранденбург), почесний лицар (1870)[3]
- Орден Меджида 4-го класу (Османська імперія; 1871)[4]
- Орден Франца Йосифа, командорський хрест (Австро-Угорщина; 1874)[5]